# زیردریایی یو-۲۹۳
زیردریایی یو-۲۹۳ (به انگلیسی: German submarine U-293) یک زیردریایی بود که طول آن ۶۷٫۱۰ متر (۲۲۰ فوت ۲ اینچ) بود. این زیردریایی در سال ۱۹۴۳ ساخته شد.